# Ourzouf
Ourzouf est une petite station balnéaire d'Ukraine au bord de la mer d'Azov. Elle dépend de l'oblast de Donetsk et de facto de la république populaire de Donetsk. Ourzouf se trouve à 170 km au sud de Donetsk, à 38 km de Berdiansk et 765 km de Kiev.

## Géographie
Ourzouf se trouve dans la région de la mer d'Azov.

## Histoire
Le village d'Ourzouf a été fondé en 1779 lorsque l'État russe a décidé d'y transférer des Grecs pontiques (venant de Gourzouf et de Kyzyl-Gachi), après les avoir libérés du joug tatar de Crimée.
Aujourd'hui Ourzouf accueille des résidences secondaires, des pensions (terme qui se traduit par des hôtels à prix modérés dans les pays de l'ex-URSS) et de petits hôtels de tourisme. Le village dispose, d'une jolie église, d'un parc d'attraction un peu « kitsch » et des plages agréables. La baignade s'effectue du 15 mai au 15 septembre.

## Population
- 1859 — 969 habitants
- 1886 — 1 414 habitants
- 1897 — 2 309 habitant. (recensement), dont orthodoses : 2 301 habitants (99,7 %).
- 1908 — 2 237 habitants
- 1970 — 2 351 habitants
- 1976 — 2 264 habitants
- 2001 — 2 904 habitants (recensement)

En 2001, le nombre et le pourcentage des habitants en fonction de leur langue maternelle sont les suivants :
- russe — 2 631 habitants (90,60 %)
- ukrainien — 222 habitants (7,64 %)
- grec — 42 habitants (1,45 %)
- moldave — 1 habitant (0,03 %)